# مؤشر الأسعار المستلمة
مؤشر الأسعار المستلمة هو مؤشر يستخدم لقياس التغيرات في الأسعار المستلمة للسداد مقابل المحاصيل والماشية. وتنشر خدمة الإحصاءات الزراعية الوطنية (NASS) المؤشر حاليًا على أساس 1990-92 = 100. وتشير نسبة مؤشر الأسعار المستلمة إلى مؤشر الأسعار المدفوعة على أساس 1990-92 والتي تتجاوز 100% إلى أن أسعار السلع الزراعية قد شهدت نموًا سريعًا مقارنة بأسعار المدخلات الزراعية. وعندما تقل النسبة عن 100%، ترتفع أسعار المدخلات الزراعية بوتيرة أكثر سرعة مقارنة بأسعار السلع الزراعية. ويُستخدم مؤشرا الأسعار المستلمة والأسعار المدفوعة لحساب نسبة التكافؤ.